# Kristin Jarmund
Kristin Jarmund (geboren 26. September 1954 in Oslo) ist eine norwegische Architektin. Sie ist Gründerin und Chefdesignerin des Architekturbüros Kristin Jarmund Arkitekter.

## Beruflicher Werdegang

### Ausbildung und Berufseinstieg
Kristin Jarmund ist Absolventin der Technisch-Naturwissenschaftlichen Universität Norwegens (NTNU) in Trondheim und der Architectural Association School of Architecture in London. Sie begann ihre berufliche Karriere im norwegischen Architekturbüro Telje–Torp–Aasen Arkitektkontor, wo sie von 1978 bis 1983 als Architektin beschäftigt war.

### Kristin Jarmund Arkitekter

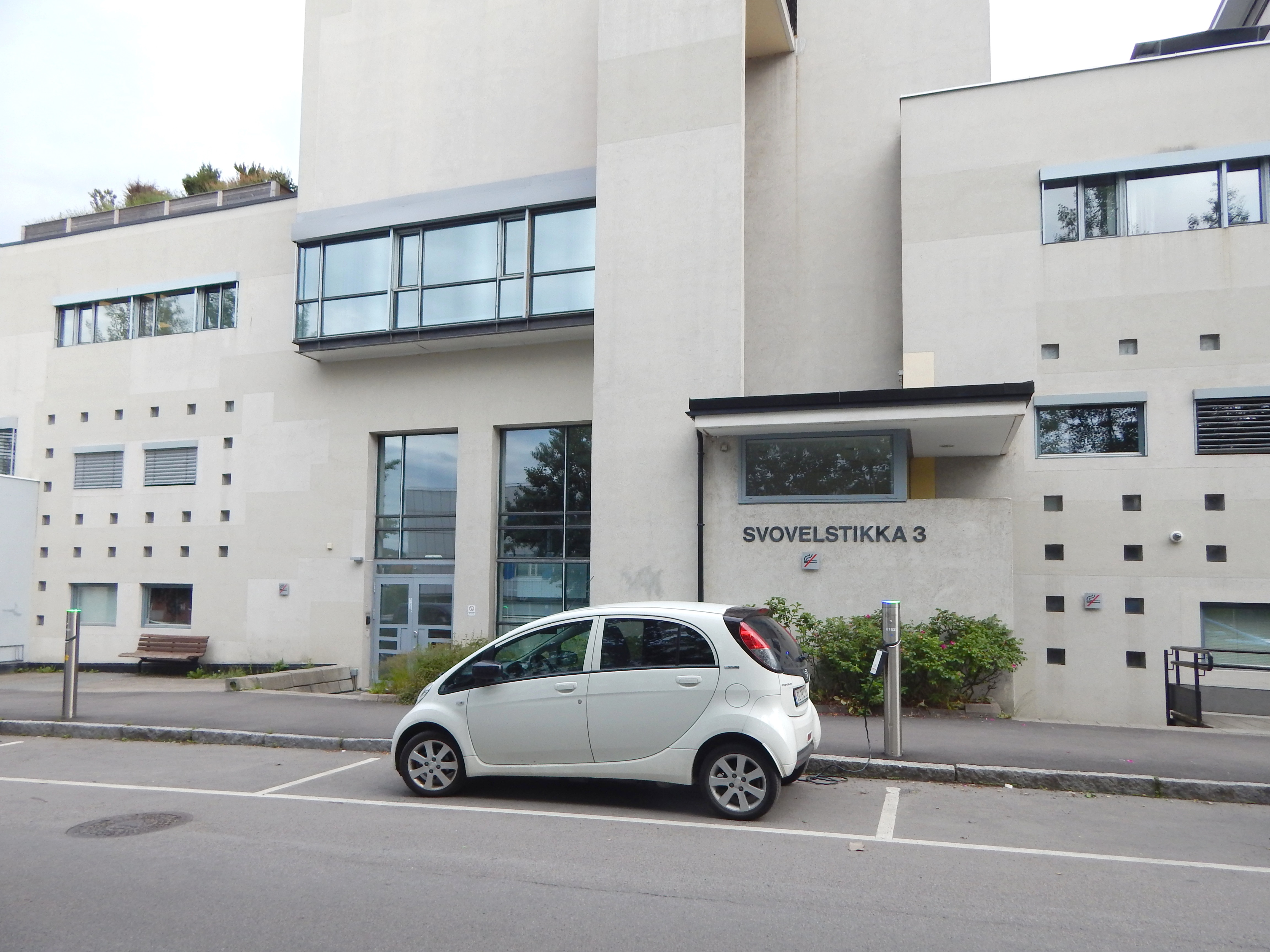
Sovelstikka 3, Oslo 1991

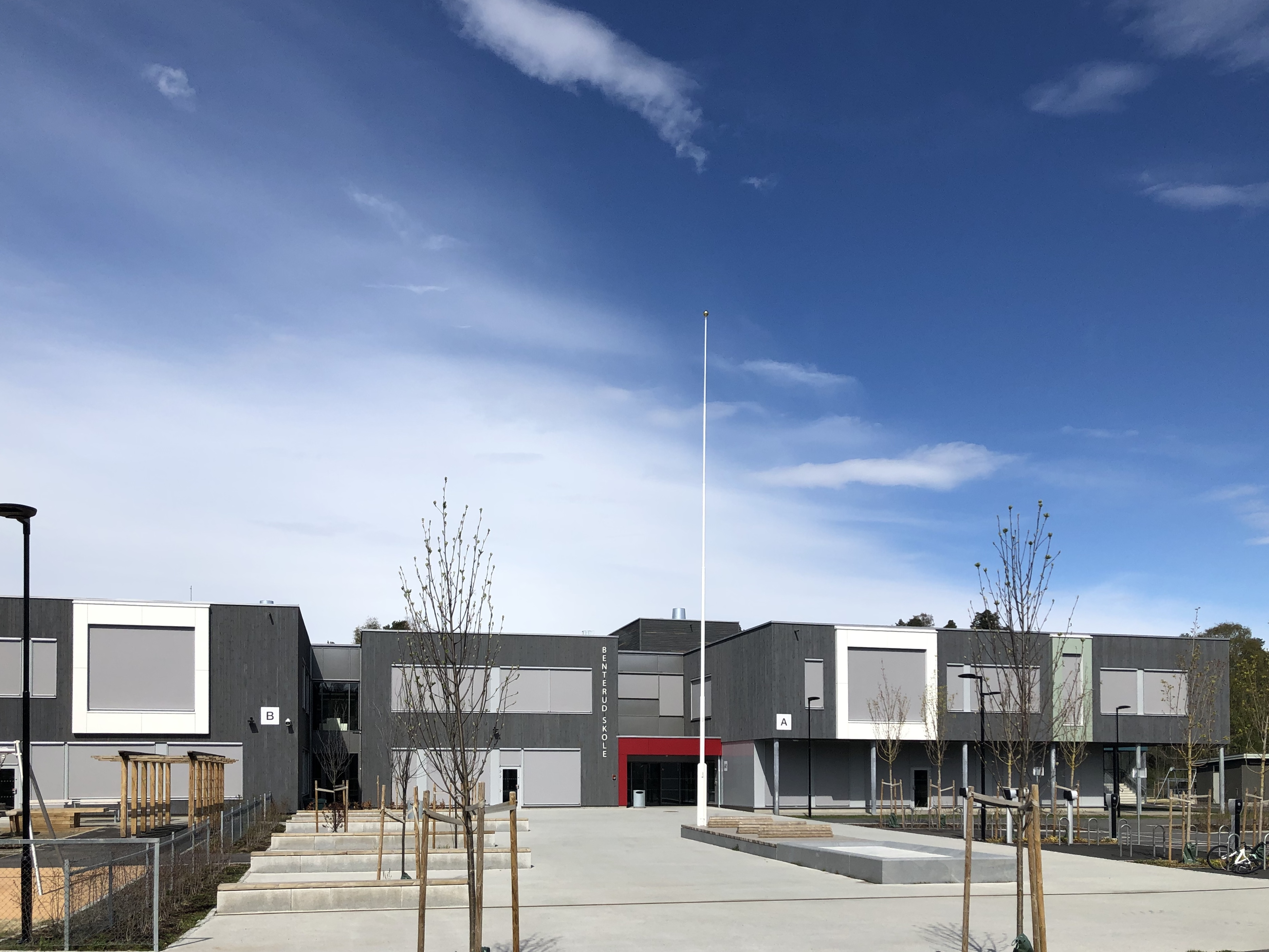
Benterud-Schule, Lørenskog, Norwegen 1999

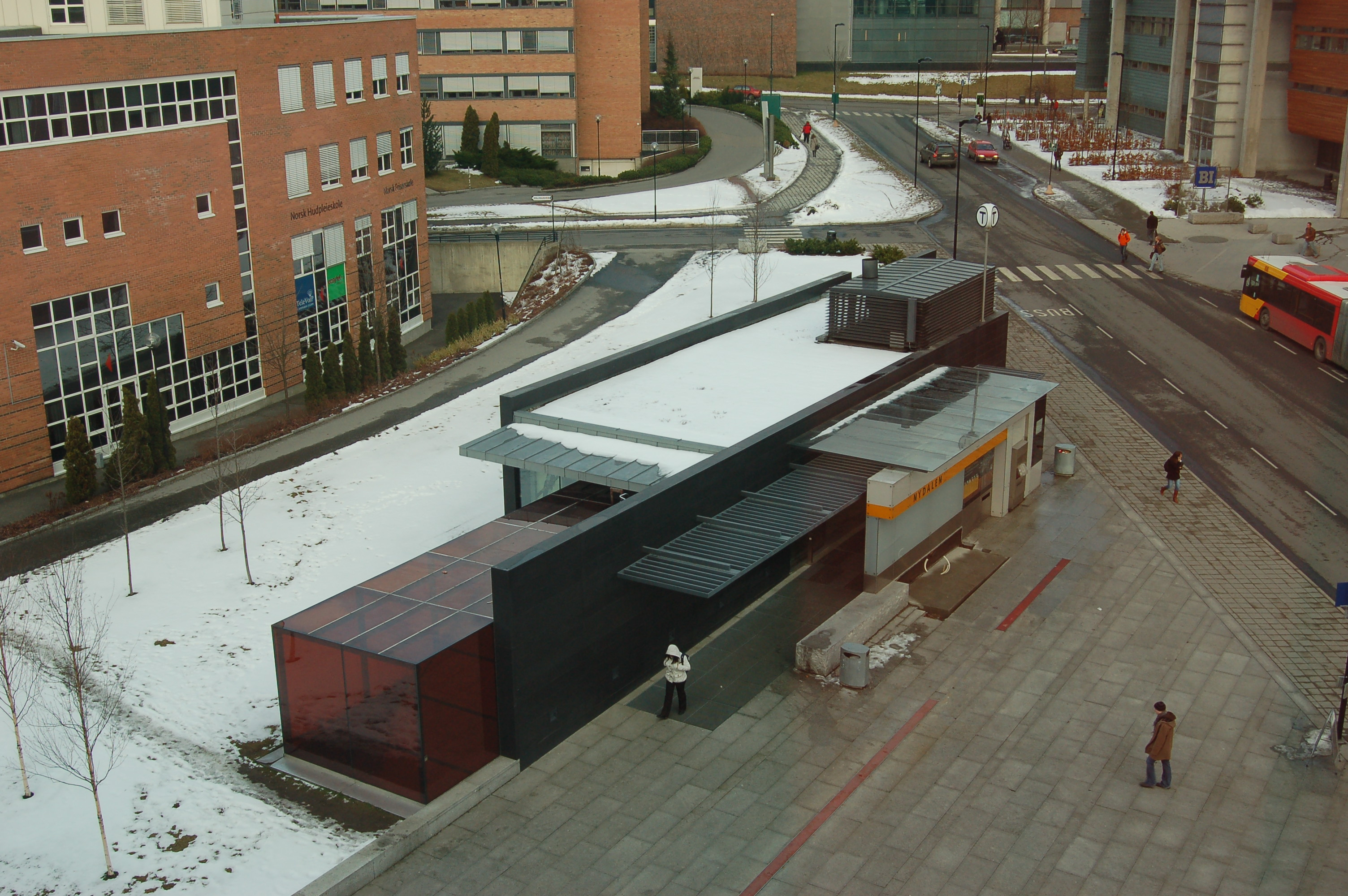
Metrostation Nydalen, Eingangsbereich oberirdisch, Oslo 2003

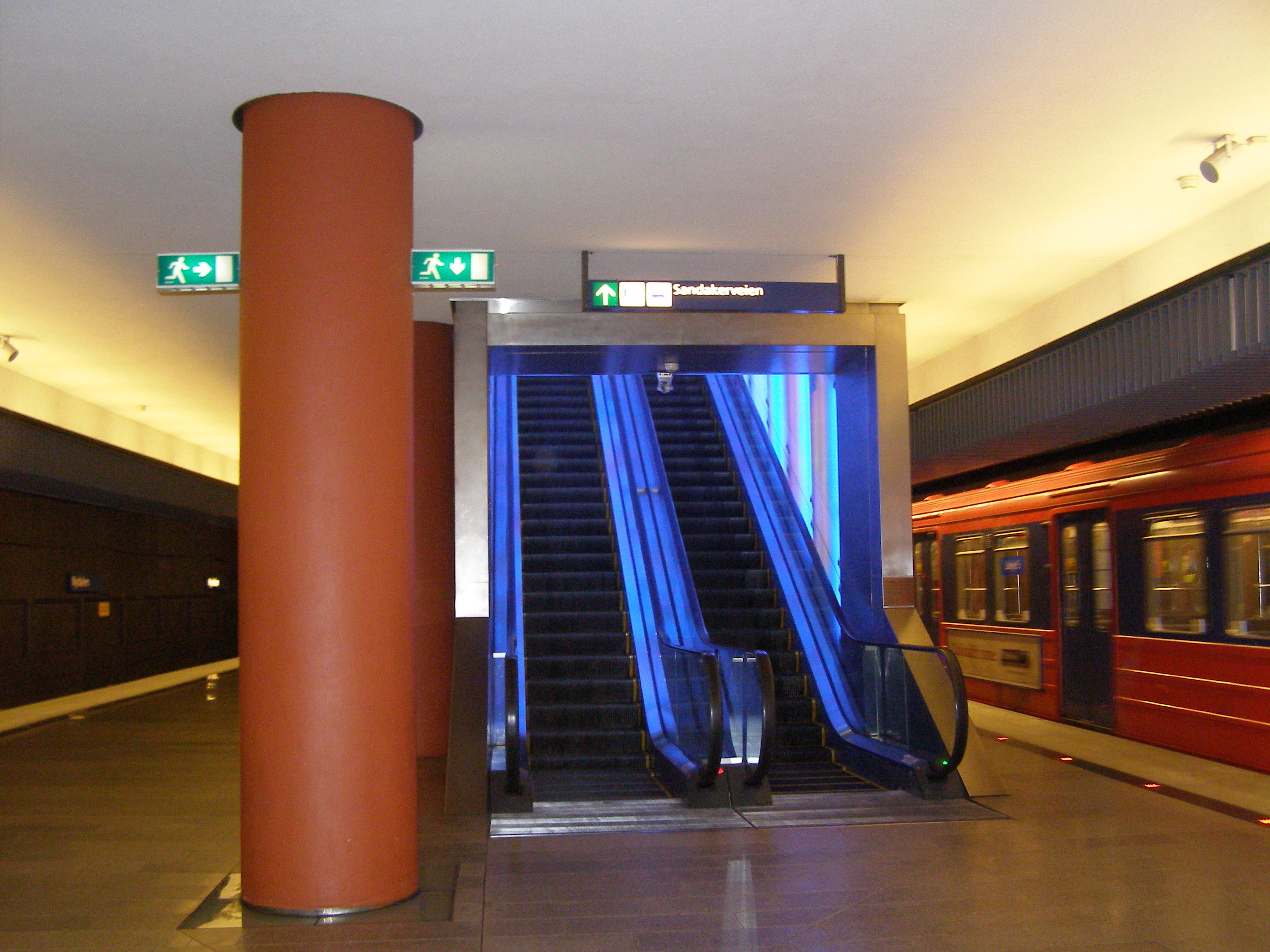
Bahnsteig der Metrostation Nydalen mit Rolltreppe und Blick in den „Tunnel des Lichts“, Oslo 2003

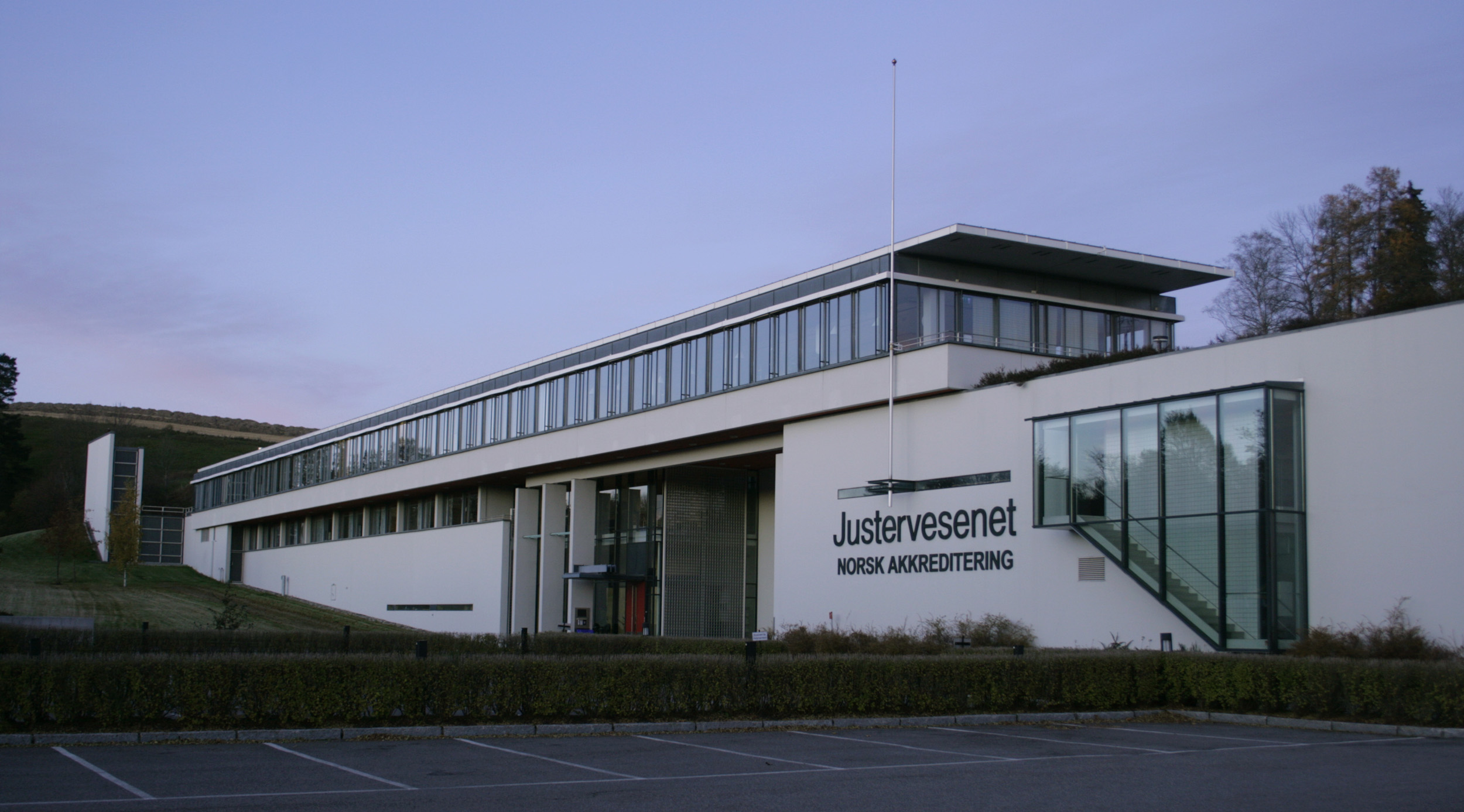
Justervesenets Hauptsitz in Kjeller, Norwegen 2003

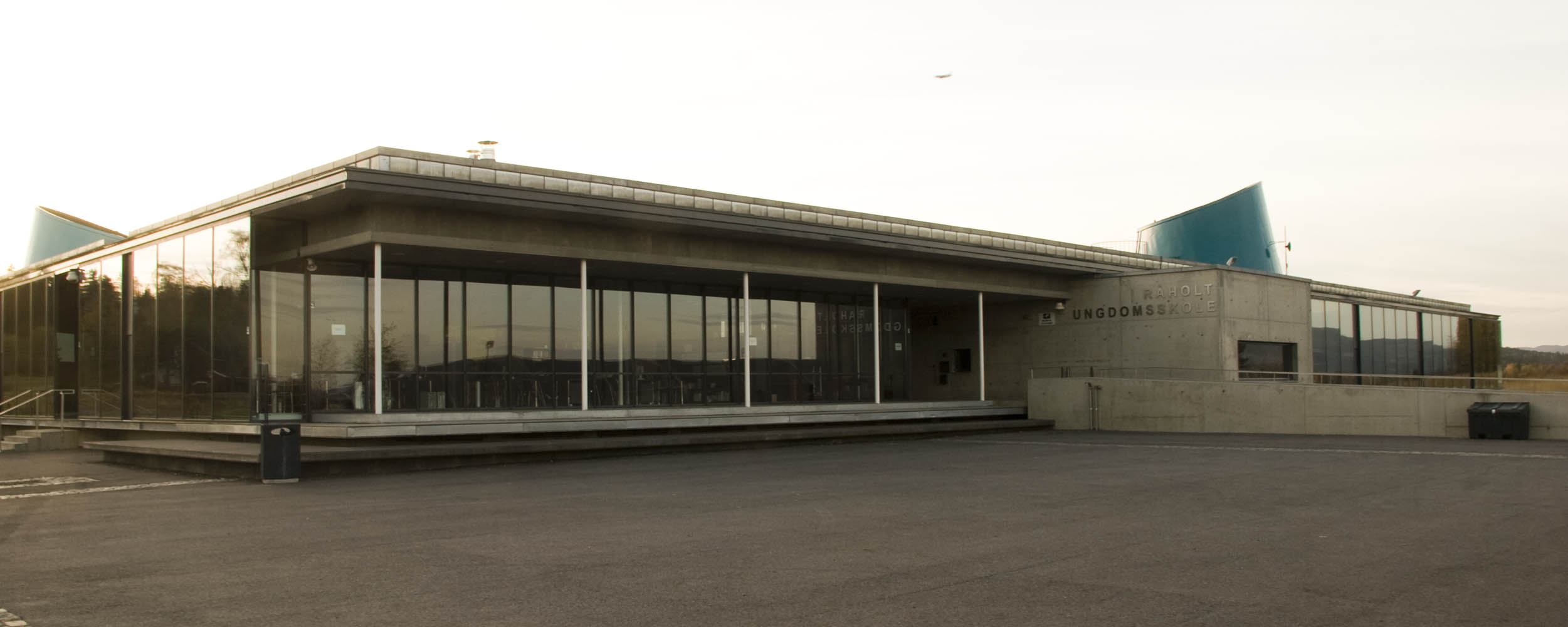
Råholt Sekundarschule, Eidsvoll 2004

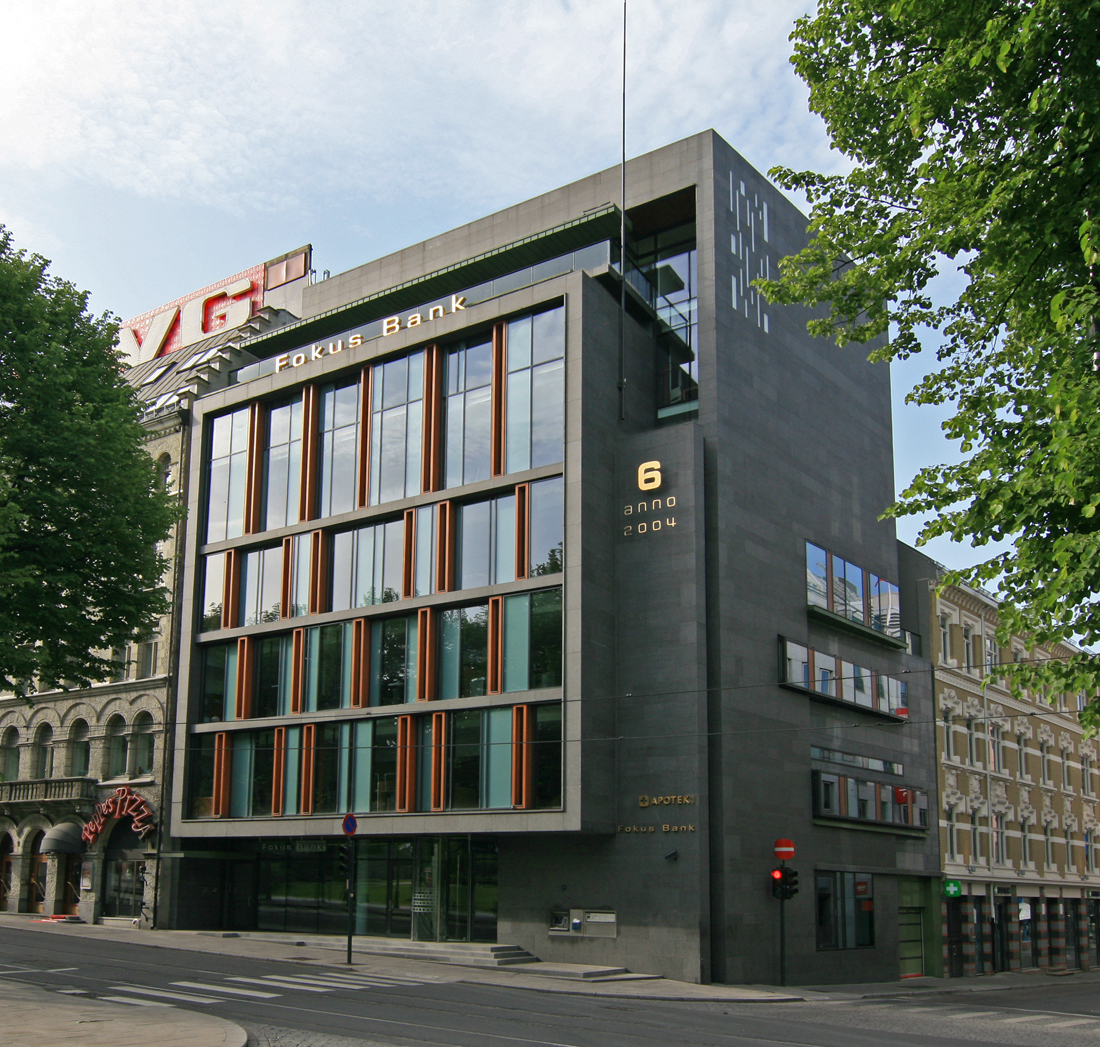
Bürogebäude der Fokus-Bank, Stortingsgata 6 in Oslo 2005

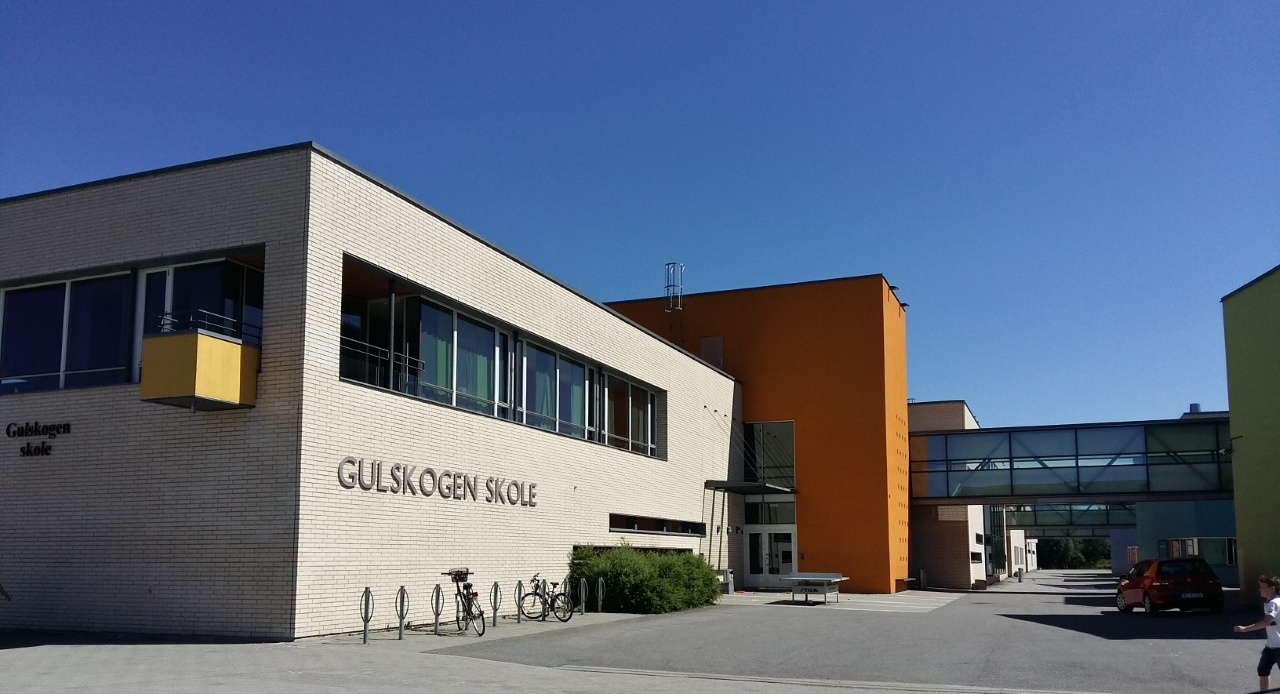
Gulskogen-Schule, Drammen, Norwegen 2016

1985 gründete sie das Büro Kristin Jarmund Arkitekter. Gesellschafter sind heute neben Jarmund (Professional Leader), Ola Helle, Geir Messel, Graeme Ferguson und Jonathan Alexander. 24 Mitarbeiter gehören insgesamt zum Team des Architekturbüros.
Jarmunds Arbeiten zeichnen sich durch eine klare und einfache Formensprache aus, die oft als Neofunktionalismus bezeichnet wird. Details und die Verwendung von Farben sind klar und gut durchdacht. Das Innere ist genauso wichtig wie das Äußere. Jarmund hat dafür den Begriff „die innere Fassade“ entwickelt.

„Die Designphilosophie des Büros zielt auf Lösungen ab, die komplexe Probleme auf Einfachheit in Form und Funktion reduzieren und gleichzeitig ein sensibles Bewusstsein für den Kontext und die menschliche Dimension ermöglichen“

In ihren Entwürfen legt Jarmund Wert auf nachhaltiges Bauen, sorgfältig ausgewählte Materialien und an die Umgebung angepasste Strukturen. In Norwegen sind vor allem extreme Temperaturschwankungen zu beachten. Ein Gebäude muss große Schneelasten tragen können und trotzdem das seltene Sonnenlicht einlassen, sobald es vorhanden ist.
Das Architekturbüro war für die Neugestaltung und Erweiterung vieler öffentlicher Einrichtungen wie Schulen und Kindergärten in Norwegen verantwortlich. Es wurde bekannt durch die Renovierung des Majorstuhuset, des Oslo Nye Teater und des Nationalmuseums Oslo. Das Kunstprojekt „Der Tunnel des Lichts“ von B. Kvinnsland und P. Å. Lyså wurde in die 2003 von Jarmund gestaltete Metrostation Nydalen integriert.
Der rechteckige, eingeschossige Bau der Råholt-Sekundarschule in Eidsvoll wurde in einer ländlichen Gegend erbaut. Das Glasgebäude steht auf einer halbmeterhohen Plattform. Im Zentrum befindet sich ein Atrium und darum herum weitere vier Höfe, um ausreichend Tageslicht in den Gebäudekomplex einzulassen. Die Anordnung der Innenräume ist als Dorf konzipiert: statt der Korridore gibt es Hauptstraßen, schmale Wege, Plätze und Gärten. Die Wände sind in lebhaften Farben gestaltet. Jeweils an den drei Ecken des Komplexes liegen kreisförmige Auditorien. Die Tatsache, dass es aus Glas besteht und auf einer halbhohen Plattform steht, lässt es so aussehen, als würde es über der Oberfläche des Geländes schweben.
Die norwegische Botschaft in Kathmandu wurde an einem Hang mit Blick auf die Bergkette des Himalaya erbaut. Beim Bau des langgezogenen eingeschossigen Gebäudes wurden lokale Materialien verwendet und großzügige Terrassen gestaltet. Auf den Haupteingang wurde das Büro des Botschafters mit einer Fensterfront in Zick-Zack-Form aufgesetzt. Vier Jahre nach der Fertigstellung des Botschaftsgebäudes wurde ein Wohngebäude für den Botschafter ergänzt.
Das quadratische Gebäude Torgbygget wurde am Ufer der Akerselva, in einem ehemaligen Osloer Industriegebiet gebaut. Jarmund sanierte ein bestehendes Gebäude, versah es mit einer neuen Fassade, mit korrespondierender Innengestaltung und stellte eine Verbindung zur Metrostation her. Durch die rhythmisch gestaltete Fassade drückt das Gebäude seinen Mehrzweck auch nach außen aus. Es beherbergt Büros, Läden und eine Klinik. Zum Wasser hin wurden als offene Kuben gestaltete, gestaffelte Fensterfronten aufgesetzt.

### Auszeichnungen
Für das neue Gebäude des Justervesenet, der Norwegischen Metrologiebehörde in Kjeller bei Oslo wurde Kristin Jarmund Arkitekter im Jahr 2000 das Houens fonds diplom, die höchste norwegische Auszeichnung für Architektur, verliehen.
2011 wurde Jarmund für ihre herausragenden Verdienste um den Architektenberuf und die Gesellschaft zum „Honorary Fellow“ des American Institute of Architects (AIA) ernannt. Nur die Norweger Sverre Fehn (1986), Kjell Lund und Nils Slaatto (1996) zuvor sowie später Reiulf Ramstad (2016) haben ebenfalls diese Auszeichnung erhalten.
2014 wurden Kristin Jarmund und Kari Nissen Brodtkorb mit dem Anders Jahre kulturpris ausgezeichnet.

## Projekte
Kristin Jarmund hat mit ihrem Team unter anderem folgende Projekte realisiert:
Kultur
- 1995: Mit Ola Helle: Modernisierung der öffentlichen Bereiche des Oslo Nye Teater.[16]
- 2002: Neues Café im Französischen Saal in der Nationalgalerie Oslo.[17]
- 2004: Neue Buchhandlung in der Nationalgalerie Oslo, Norwegen.[18]
- 2009: Skjærereiret (Magpie’s Nest), Ausstellungsinsel für Norwegens wichtigste Silbersammlung im Vestlandske Kunstindustrimuseet (Westnorwegisches Museum für angewandte Kunst) in Bergen, Norwegen.[19]
- 2014: Eingangspavillon für das Naturhistorisk Museum in Tøyen, Oslo, Norwegen.[20]
- 2015: Troldsalen, neuer Konzertsaal in Edvard Griegs Wohnhaus Troldhaugen bei Bergen, Norwegen.[21]
- 2017: Kvartal 42 (Quartier 42), Mehrzweckgebäude mit Konzertsaal in Kristiansand, Norwegen.[22]

Bildung
- 1994: Kindergarten Stensby, Eidsvoll, Norwegen. Wurde auf der 9. Architekturbiennale Venedig 1996 im Rahmen der Ausstellung Nordic Light im Nordischen Pavillon vorgestellt.[23]
- 1999: Benterud-Schule, Kindergarten und Grundschule in Lørenskog, Norwegen. 2000 wurde das Projekt im Rahmen des National School Building Design Award’s lobend erwähnt und vom Norsk Designråd (= Norwegian Design Council) mit dem Preis für hervorragendes Design ausgezeichnet.[24]
- 2001: Gulskogen-Schule in Drammen, Norwegen.[25]
- 2004: Råholt ungdomsskole, weiterführende Schule in Råholt. Designers Saturday Award für Bestes norwegisches Interieur. Nominierung für den Statens byggeskikkpris (Norwegischer Baustandardpreis).[26]
- 2006: Bergenhus-Schule in Rakkestad, Norwegen.[27]
- 2009: Gjerdrum ungdomsskole, weiterführende Schule in Gjerdrum, Norwegen. Gewann 2010 den Statens byggeskikkpris (Norwegischer Baustandardpreis).[28]
- 2011: Westerdals-Schule für Kommunikation im Vulkangebiet an der Akerselva in Oslo, Norwegen.[29]
- 2012: Zahnmedizinische Fakultät der Universität Bergen, Norwegen.[30]

Bürogebäude
- 1991: Fyrstikkterrassen, Bürogebäude in Helsfyr (Svovelstikka 1-3), Oslo, Norwegen. Wurde 2018 ausgewählt als eines von 99 Kulturdenkmäler in Hovinbyen, Oslo.[31][32]
- 1997: Büro- und Laborgebäude für den Justervesenet (= Norwegische Metrologiebehörde), Kjeller, Norwegen. Für dieses Projekt wurde der Houen Foundation Award vergeben.[33]
- 2004: Neugestaltung der Innenräume am Firmensitz der Rasmussen Group, Kirkegata 1, Kristiansand, Norwegen.[34]
- 2005: Stortingsgata 6, Bürogebäude der Fokus Bank. Nominierung für den Statens byggeskikkpris (Norwegischer Baustandardpreis).[35]
- 2007: Skatteetaten (Norwegische Steuerbehörde), Sandvika, Norwegen.
- 2007: Hauptsitz der Eitzen Group auf Tjuvholmen in Oslo.[36]
- 2007: The Treasury, Bürogebäude in Sandvika, Norwegen.[37]
- 2008: Bürogebäude der Sogn-Arena, Oslo.[38]
- 2010: Bürogestaltung für das Norwegische Fernsehen in Nydalen, Oslo.[39]

Andere
- 1998: Café und Bar im Majorstuhuset, Oslo.[40]
- 2003: Metrostation Nydalen, Oslo. Nominiert für den Mies-van-der-Rohe-Preis.[41]
- 2005: Interieur der Buchhandlung Akademika in der BI Norwegian Business School in Nydalen, Oslo.[42]
- 2008: Umbau eines Gebäudes in Kongens gate 5 zum Designhotel Grims Grenka, Oslo.[43]
- 2009: Norwegisches Botschaftsgebäude in Kathmandu, Nepal.[44]
- 2012: Residenz des norwegischen Botschafters in Kathmandu.[45]
- 2016: Torgbygget (Quadratgebäude) in Nydalen, Oslo.[46]
- 2016: Erweiterung der Metrostation Nydalen, Oslo.[47]
- 2017: Kvartal 57 (Quartier 57), Mehrfamilienhaus in Kristiansand, Norwegen.[48]